# 地球特洛伊

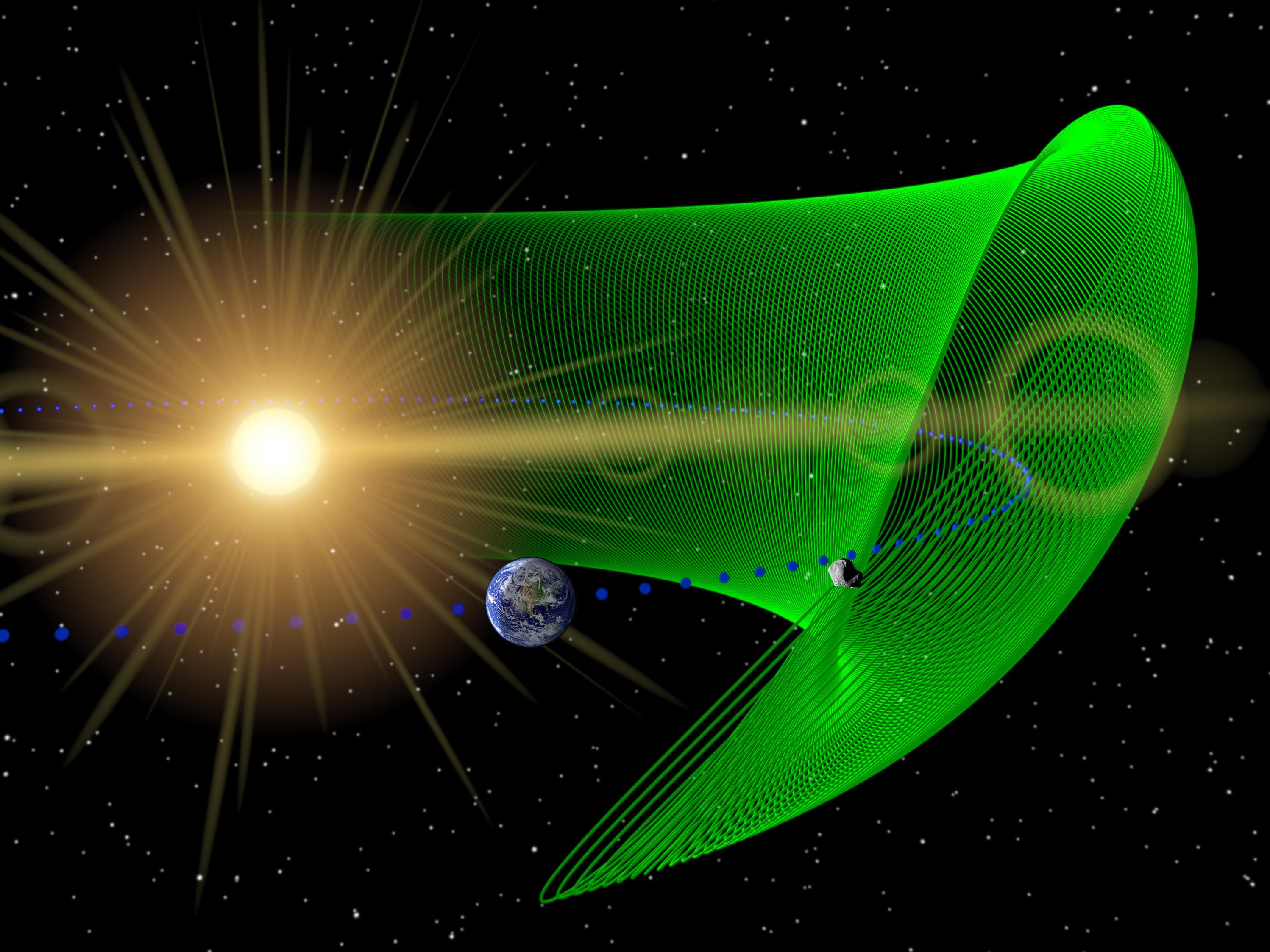
地球的特洛伊小行星，2010 TK_{7}的軌道。

地球特洛伊（英语：Earth trojan）是軌道在鄰近地球－太陽拉格朗日點L4和L5上運行的小行星。它們類似於木星與拉格朗日點相關聯的小行星，都被稱為特洛伊小行星。
從地球表面上觀察，它們的位置大約在太陽的東方或西方60度，但人們傾向於在更大的分離角度上搜尋小行星，因此很少在這樣的位置上找到小行星。
直徑300公尺的2010 TK7位於地球前方60度拉格朗日點L4，是加拿大阿撒巴斯卡大學的馬丁·康諾斯（Martin Connors）使用WISE發現的。它是第一顆被確認的地球特洛伊小行星。在2010 TK7之后，2020 XL5是第二顆被確認的地球特洛伊小行星。并且是已知的同类中最大的。

## 列表

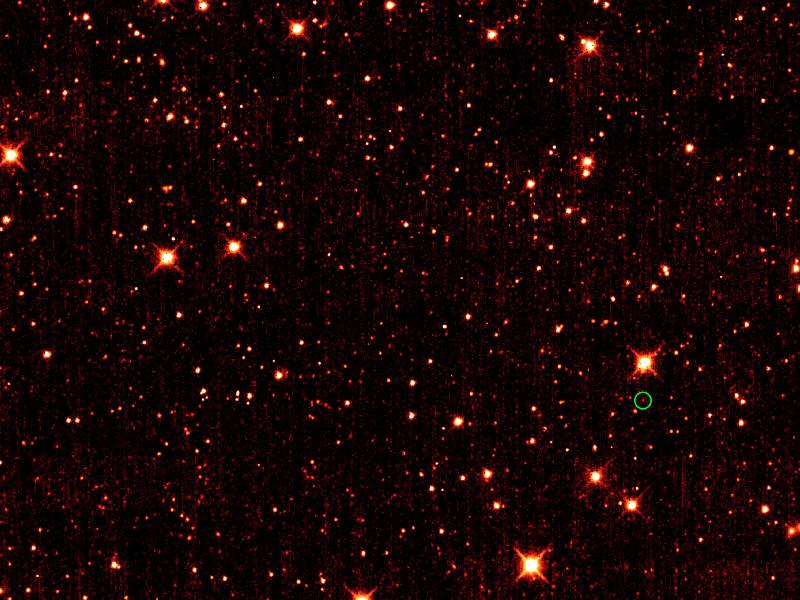
2010 TK_{7}是第一顆地球的特洛伊小行星。

L4
- 2010 TK7
- 2020 XL5（英语：(614689)_2020_XL5）

L5
- 目前還沒有

## 重要性
即使它們的距離比月球遠上了十餘倍，地球特洛伊的軌道仍然使我們只需使用少於前往月球的代價便能抵達。這類小行星有一天可能會成為地球表面罕見元素的主要來源。在地球，親鐵元素，像是銥是很難發現的，大部份都在行星形成後不久就沉降在行星的核心。一顆小行星可能是這類元素的豐富來源，即使其整體組織類似於地球，但因為它們的體積小，熱量散失得比行星快，一旦成型後不會再融化，沒有分異的先決條件。它們微弱的重力場也會抑制重元素和輕元素的分離；像2010 TK7這樣大小的質量，表面重力會低於地球的0.00005倍。

## 地球的其它夥伴

克魯特尼與地球在各自的軌道上運轉，看起來像在彼此追趕

從地球的角度來觀察，克魯特尼像是繞行著豆子形狀的軌道

地球有第二個夥伴，直徑大約5公里的（3753）克魯特尼，在被稱為複合馬蹄形的特殊類型共振軌道上，但與地球的關係可能只是臨時性的。還有幾個小天體也有類似的軌道，它們都是1:1的共振軌道，但因為它們不在L4或L5的拉格朗日點上，所以不是地球的特洛伊小行星。  